# ایهور پلوکو
ایهور پلوکو (اوکراینی: Ігор Плотко؛ زادهٔ ۹ ژوئن ۱۹۶۶) بازیکن فوتبال اهل اوکراین است.
از باشگاه‌هایی که در آن بازی کرده‌است می‌توان به باشگاه فوتبال کریفباس کریفیی ریه، باشگاه فوتبال تورپیدو زاپروژیا، باشگاه فوتبال متالورگ زاپروژیا، باشگاه فوتبال دنیپرو، باشگاه فوتبال ماریوپول، و باشگاه فوتبال کارپاتی لویو اشاره کرد.